# Mild kamkremla
Mild kamkremla (Russula pectinatoides) är en svampart som beskrevs av Peck 1907. Mild kamkremla ingår i släktet kremlor och familjen kremlor och riskor.  Arten är reproducerande i Sverige. Inga underarter finns listade i Catalogue of Life.